# Герб Валлонии
Герб Валлонии — один из официальных символов Валлонии, представляет собой золотой щит, на котором изображён червлёный Валлонский петух (фр. coq hardi — «бравый петух») с закрытым клювом, стоящий на одной лапе.

## История
Вопрос о собственной региональной эмблеме Валлонии был поднят в начале XX века. После продолжительных дискуссий, в ходе которых в качестве главного валлонского символа предлагались, в частности, звезда, жаворонок, бык и кабан, выбор в конечном итоге пал на фигуру петуха, традиционно считавшегося символом Франции.
Первоначальная версия герба появилась в 1913 году, автором эскиза эмблемы Валлонии стал Пьер Паулюс. От французского петуха валлонский отличается двумя характерными чертами: поднята правая лапа, что говорит о готовности к бою, и закрыт клюв.
Цвета герба — золотой (жёлтый) и красный — соответствуют цветам флага Льежа, и выбраны как дань уважения ведущей роли льежцев в формировании валлонского самосознания.
Первое официальное признание герба состоялось в 1975 году Культурным советом Французского сообщества Бельгии.
В нынешнем виде принят в качестве официального символа региона в 1998 году постановлением Парламента Валлонии.

## Статус
Согласно статье 2 этого документа, изображение «бравого петуха» может использоваться отдельно в качестве эмблемы региона.